# Stenohya mahnerti
Stenohya mahnerti är en spindeldjursart som beskrevs av Wolfgang Schawaller 1994. Stenohya mahnerti ingår i släktet Stenohya och familjen helplåtklokrypare. Inga underarter finns listade i Catalogue of Life.